# Charte de la laïcité
Une charte de la laïcité est un document proposé par un parti politique ou publié par un gouvernement pour éclaircir les valeurs à respecter dans certains lieux publics (établissements scolaires, services publics) pour ne pas en heurter le caractère laïc. En France, une telle charte a été publiée le 9 septembre 2013 par le ministre de l'éducation nationale, Vincent Peillon.

## En France: charte de la laïcité à l'école
Le 9 septembre 2013, le ministre de l'éducation nationale Vincent Peillon, a dévoilé la nouvelle Charte de la laïcité à l'École lors d'une cérémonie au lycée Samuel-Beckett à La Ferté-sous-Jouarre (Seine-et-Marne) à laquelle assistaient, Najat Vallaud-Belkacem, ministre des droits des femmes, porte-parole du Gouvernement, George Pau-Langevin, ministre déléguée à la réussite éducative, Jean-Paul Delevoye, président du Conseil économique, social et environnemental, Robert Badinter, ancien président du Conseil constitutionnel et ancien Garde des Sceaux, Jean-Louis Bianco, ancien ministre, président de l'Observatoire de la laïcité et Lilian Thuram, président de la fondation Lilian Thuram "Éducation contre le racisme". Selon le ministre, « la vocation de la charte affichée dans nos écoles, nos collèges, nos lycées, est non seulement de rappeler les règles qui nous permettent de vivre ensemble dans l’espace scolaire, mais surtout d’aider chacun à comprendre le sens de ces règles, à se les approprier et à les respecter ».
Cette charte par laquelle, dans son introduction, « la Nation confie à l’École la mission de faire partager aux élèves les valeurs de la République », doit être apposée dans toutes les écoles et établissements du second degré. 
Dans le cadre de l'application pédagogique de la Charte de la laïcité dans les établissements scolaires français, plusieurs dispositifs ont été mis en place. Ils réunissent différents acteurs qui peuvent apporter leur aide aux équipes pédagogiques. En premier lieu, les référents laïcité, présents dans les rectorats de chaque académie. Le ministère de l'Éducation nationale propose également depuis 2015 une « Réserve citoyenne ». Les enseignants peuvent faire appel à des acteurs de la société civile au fort engagement citoyen pour intervenir dans leurs classes.

### Rédaction
Cette charte a été rédigée dans le cadre des travaux de l'Observatoire de la laïcité, mandaté par le gouvernement Ayrault. 

### Réception
Souvent bien accueillie notamment à gauche et même parfois à droite, cette charte suscite les critiques de certains milieux religieux : 
- Dalil Boubakeur, président du Conseil français du culte musulman, craint que la charte de la laïcité à l'école ne renforce un sentiment de « stigmatisation »[9].
- Pour Joël Mergui, président du Consistoire central israélite « la communauté juive craint que de «nouvelles peurs dans la société» n’entraînent un glissement vers une «laïcité d’exclusion» comme cela s’est manifesté, selon lui, lors des débats sur l’abattage rituel[10].
- Mgr Bernard Podvin, président de la conférence des évêques de France, rappelle que « la laïcité c’est deux choses : la neutralité de l’État et la libre expression des cultes »[11].
- le groupe terroriste Daech considère la charte de la laïcité comme « un tissu de mensonges », traitée de « fanatisme » occidental[12].

## Au Québec: la Charte des valeurs
Le Gouvernement du Québec a présenté, mardi 10 septembre 2013, les grandes lignes de sa charte des valeurs (loi 60), un projet de loi controversé visant à réaffirmer la laïcité des institutions et de l'État québécois. La mesure phare prévue par la charte des valeurs est l'interdiction du port de «signes religieux ostentatoires» par les employés de l’État. Le projet, qui a soulevé une vive opposition, a été abandonné à la suite de la défaite du Parti québécois, attribuée à la Charte des valeurs, aux élections du 7 avril 2014.